# 洛戈伊斯克區
洛戈伊斯克區，是白俄羅斯的一個區，位於該國中部，屬於明斯克州的一部分，面積2,365.02平方公里，2009年人口35,957，人口密度每平方公里15.3人。1943年3月，该地发生哈廷惨案。